# Leandro de Almeida
Leandro Marcolini Pedroso de Almeida, noto semplicemente come Leandro de Almeida (Cornélio Procópio, 19 marzo 1982), è un ex calciatore brasiliano naturalizzato ungherese, di ruolo difensore o centrocampista.

## Caratteristiche tecniche
Poteva essere schierato come difensore centrale, mediano o terzino.

## Carriera

### Club
Cresciuto nelle file di Corinthians e Londrina, ha debuttato tra i professionisti in Ungheria, al MTK Hungária. Nel 2000, dopo un periodo al Büki TK, è passato all'Haladás. Nel 2002 si è trasferito al Ferencváros. Ha militato nelle file del club biancoverde per tre stagioni, vincendo un campionato, due Magyar Kupa e una Magyar Szuperkupa. Nel gennaio 2005 è passato in prestito all'Athl. Paranaense. Rientrato al Ferencváros al termine della stagione, vi ha militato fino all'anno successivo, totalizzando 15 presenze in campionato. Dopo la retrocessione del Ferencváros, nell'estate 2006 è passato al Debrecen. In tre stagioni e mezzo nelle file del club biancorosso ha vinto due campionati, una Magyar Kupa e tre Magyar Szuperkupa. Nel gennaio 2010 si è trasferito a Cipro, all'Omonia. Ha militato nelle file del club cipriota per cinque stagioni e mezzo, vincendo un campionato, due Kypello Kyprou e due Supercoppe di Cipro. Nel 2015 è tornato al Ferencváros. Ha militato in prima squadra per cinque stagioni, vincendo tre campionati, due Magyar Kupa e una Magyar Szuperkupa. Dal 2020 al 2023 ha militato nella squadra riserve del club biancoverde, totalizzando 69 presenze e 12 reti in campionato.

### Nazionale
Naturalizzato ungherese, ha debuttato in Nazionale maggiore il 1º giugno 2004, nell'amichevole Cina-Ungheria (2-1). È sceso in campo, con la selezione ungherese, nelle qualificazioni agli Europei 2008 e nelle qualificazioni agli Europei 2016. Ha totalizzato, con la selezione ungherese, 16 presenze.

## Statistiche

### Presenze e reti nei club
| Stagione              | Squadra               | Campionato            | Campionato | Campionato | Coppe nazionali | Coppe nazionali | Coppe nazionali | Coppe continentali | Coppe continentali | Coppe continentali | Altre coppe | Altre coppe | Altre coppe | Totale | Totale | Totale |
| Stagione              | Squadra               | Comp                  | Pres       | Reti       | Comp            | Pres            | Reti            | Comp               | Pres               | Reti               | Comp        | Pres        | Reti        | Pres   | Reti   |        |
| --------------------- | --------------------- | --------------------- | ---------- | ---------- | --------------- | --------------- | --------------- | ------------------ | ------------------ | ------------------ | ----------- | ----------- | ----------- | ------ | ------ | ------ |
| 1999-2000             | MTK Hungária          | NBI                   | 2          | 0          | MK              | 0               | 0               | CL+UEFA            | 0+0                | 0+0                | -           | -           | -           | 2      | 0      |        |
| 2000-gen. 2001        | Büki TK               | NBIII                 | 10         | 0          | MK              | 0               | 0               | -                  | -                  | -                  | -           | -           | -           | 10     | 0      |        |
| gen.-giu. 2001        | Haladás               | NBII                  | 17         | 3          | MK              | 0               | 0               | -                  | -                  | -                  | -           | -           | -           | 17     | 3      |        |
| 2001-2002             | Haladás               | NBI                   | 35         | 8          | MK              | 1               | 0               | -                  | -                  | -                  | -           | -           | -           | 36     | 8      |        |
| Totale Haladás        | Totale Haladás        | Totale Haladás        | 52         | 11         |                 | 1               | 0               |                    | -                  | -                  |             | -           | -           | 53     | 11     |        |
| 2002-2003             | Ferencváros           | NBI                   | 29         | 4          | MK              | 1               | 0               | UEFA               | 5                  | 0                  | -           | -           | -           | 35     | 4      |        |
| 2003-2004             | Ferencváros           | NBI                   | 30         | 3          | MK              | 1               | 0               | UEFA               | 4                  | 0                  | -           | -           | -           | 35     | 3      |        |
| 2004-gen. 2005        | Ferencváros           | NBI                   | 11         | 0          | MK              | 0               | 0               | UCL+UEFA           | 4+3                | 0+0                | -           | -           | -           | 18     | 0      |        |
| Totale Ferencváros    | Totale Ferencváros    | Totale Ferencváros    | 70         | 7          |                 | 2               | 0               |                    | 16                 | 0                  |             | -           | -           | 88     | 7      |        |
| gen.-giu. 2005        | Athl. Paranaense      | A                     | 4          | 0          | -               | -               | -               | CL                 | 3                  | 0                  | -           | -           | -           | 7      | 0      |        |
| 2005-2006             | Ferencváros           | NBI                   | 15         | 0          | MK              | 0               | 0               | UEFA               | 0                  | 0                  | -           | -           | -           | 15     | 0      |        |
| 2006-2007             | Debrecen              | NBI                   | 26         | 6          | MK              | 1               | 0               | UCL                | 0                  | 0                  | -           | -           | -           | 27     | 6      |        |
| 2007-2008             | Debrecen              | NBI                   | 27         | 7          | MK              | 2               | 2               | UCL                | 2                  | 0                  | MSK         | 1           | 0           | 32     | 9      |        |
| 2008-2009             | Debrecen              | NBI                   | 29         | 5          | MK              | 3               | 1               | UEFA               | 3                  | 0                  | -           | -           | -           | 35     | 6      |        |
| 2009-gen. 2010        | Debrecen              | NBI                   | 13         | 3          | MK              | 0               | 0               | UCL                | 9                  | 1                  | -           | -           | -           | 22     | 4      |        |
| Totale Debrecen       | Totale Debrecen       | Totale Debrecen       | 95         | 21         |                 | 6               | 3               |                    | 14                 | 1                  |             | 1           | 0           | 116    | 25     |        |
| gen.-giu. 2010        | Omonia                | AK                    | 15         | 1          | KK              | 0               | 0               | UEL                | 0                  | 0                  | -           | -           | -           | 15     | 1      |        |
| 2010-2011             | Omonia                | AK                    | 28         | 4          | KK              | 0               | 0               | UCL+UEL            | 4+2                | 1+1                | SCC         | 1           | 0           | 35     | 6      |        |
| 2011-2012             | Omonia                | AK                    | 16         | 1          | KK              | 3               | 0               | UEL                | 4                  | 1                  | SCC         | 1           | 0           | 24     | 2      |        |
| 2012-2013             | Omonia                | AK                    | 30         | 6          | KK              | 6               | 0               | UEL                | 2                  | 0                  | SCC         | 1           | 1           | 39     | 7      |        |
| 2013-2014             | Omonia                | AK                    | 26         | 2          | KK              | 3               | 0               | UEL                | 2                  | 0                  | -           | -           | -           | 31     | 2      |        |
| 2014-2015             | Omonia                | AK                    | 17         | 3          | KK              | 3               | 1               | UEL                | 0                  | 0                  | -           | -           | -           | 20     | 4      |        |
| Totale Omonia         | Totale Omonia         | Totale Omonia         | 132        | 17         |                 | 15              | 1               |                    | 14                 | 3                  |             | 3           | 1           | 164    | 22     |        |
| 2015-2016             | Ferencváros           | NBI                   | 30         | 2          | MK              | 5               | 1               | UEL                | 4                  | 0                  | MSK         | 1           | 0           | 40     | 3      |        |
| 2016-2017             | Ferencváros           | NBI                   | 25         | 2          | MK              | 6               | 1               | UCL                | 2                  | 0                  | -           | -           | -           | 33     | 3      |        |
| 2017-2018             | Ferencváros           | NBI                   | 25         | 1          | MK              | 2               | 1               | UEL                | 3                  | 0                  | -           | -           | -           | 30     | 2      |        |
| 2018-2019             | Ferencváros           | NBI                   | 29         | 1          | MK              | 5               | 1               | UEL                | 1                  | 0                  | -           | -           | -           | 35     | 2      |        |
| 2019-2020             | Ferencváros           | NBI                   | 9          | 2          | MK              | 3               | 1               | UEL                | 0                  | 0                  | -           | -           | -           | 12     | 3      |        |
| Totale Ferencváros    | Totale Ferencváros    | Totale Ferencváros    | 118        | 8          |                 | 21              | 5               |                    | 10                 | 0                  |             | 1           | 0           | 150    | 13     |        |
| 2020-2021             | Ferencváros II        | NBIII                 | 33         | 6          | MK              | 1               | 0               | -                  | -                  | -                  | -           | -           | -           | 34     | 6      |        |
| 2021-2022             | Ferencváros II        | NBIII                 | 27         | 6          | MK              | 1               | 0               | -                  | -                  | -                  | -           | -           | -           | 28     | 6      |        |
| 2022-2023             | Ferencváros II        | NBIII                 | 9          | 0          | -               | -               | -               | -                  | -                  | -                  | -           | -           | -           | 9      | 0      |        |
| Totale Ferencváros II | Totale Ferencváros II | Totale Ferencváros II | 69         | 12         |                 | 2               | 0               |                    | -                  | -                  |             | -           | -           | 71     | 12     |        |
| Totale carriera       | Totale carriera       | Totale carriera       | 567        | 76         |                 | 47              | 9               |                    | 57                 | 4                  |             | 5           | 1           | 676    | 90     |        |

### Cronologia presenze e reti in nazionale
| Cronologia completa delle presenze e delle reti in nazionale ― Ungheria | Cronologia completa delle presenze e delle reti in nazionale ― Ungheria | Cronologia completa delle presenze e delle reti in nazionale ― Ungheria | Cronologia completa delle presenze e delle reti in nazionale ― Ungheria | Cronologia completa delle presenze e delle reti in nazionale ― Ungheria | Cronologia completa delle presenze e delle reti in nazionale ― Ungheria | Cronologia completa delle presenze e delle reti in nazionale ― Ungheria | Cronologia completa delle presenze e delle reti in nazionale ― Ungheria |
| Data                                                                    | Città                                                                   | In casa                                                                 | Risultato                                                               | Ospiti                                                                  | Competizione                                                            | Reti                                                                    | Note                                                                    |
| ----------------------------------------------------------------------- | ----------------------------------------------------------------------- | ----------------------------------------------------------------------- | ----------------------------------------------------------------------- | ----------------------------------------------------------------------- | ----------------------------------------------------------------------- | ----------------------------------------------------------------------- | ----------------------------------------------------------------------- |
| 1-6-2004                                                                | Tianjin                                                                 | Cina                                                                    | 1 – 2                                                                   | Ungheria                                                                | Amichevole                                                              | -                                                                       | 47’ 63’                                                                 |
| 6-6-2004                                                                | Kaiserslautern                                                          | Germania                                                                | 2 – 0                                                                   | Ungheria                                                                | Amichevole                                                              | -                                                                       | 63’                                                                     |
| 18-4-2004                                                               | Glasgow                                                                 | Scozia                                                                  | 3 – 0                                                                   | Ungheria                                                                | Amichevole                                                              | -                                                                       | 76’                                                                     |
| 2-2-2005                                                                | Istanbul                                                                | Arabia Saudita                                                          | 0 – 0                                                                   | Ungheria                                                                | Amichevole                                                              | -                                                                       | 40’                                                                     |
| 9-2-2005                                                                | Cardiff                                                                 | Galles                                                                  | 2 – 0                                                                   | Ungheria                                                                | Amichevole                                                              | -                                                                       | 58’                                                                     |
| 10-10-2006                                                              | Attard                                                                  | Malta                                                                   | 1 – 2                                                                   | Ungheria                                                                | Qual. Euro 2008                                                         | -                                                                       | 46’                                                                     |
| 22-8-2007                                                               | Budapest                                                                | Ungheria                                                                | 3 – 1                                                                   | Italia                                                                  | Amichevole                                                              | -                                                                       | 59’                                                                     |
| 13-10-2007                                                              | Budapest                                                                | Ungheria                                                                | 2 – 0                                                                   | Malta                                                                   | Qual. Euro 2008                                                         | -                                                                       | 88’                                                                     |
| 22-8-2007                                                               | Łódź                                                                    | Polonia                                                                 | 1 – 0                                                                   | Ungheria                                                                | Amichevole                                                              | -                                                                       | 76’                                                                     |
| 21-11-2007                                                              | Budapest                                                                | Ungheria                                                                | 1 – 2                                                                   | Grecia                                                                  | Qual. Euro 2008                                                         | -                                                                       | 85’                                                                     |
| 5-3-2014                                                                | Győr                                                                    | Ungheria                                                                | 1 – 2                                                                   | Finlandia                                                               | Amichevole                                                              | -                                                                       |                                                                         |
| 29-3-2015                                                               | Budapest                                                                | Ungheria                                                                | 0 – 0                                                                   | Grecia                                                                  | Qual. Euro 2016                                                         | -                                                                       | 10’                                                                     |
| 5-6-2015                                                                | Debrecen                                                                | Ungheria                                                                | 4 – 0                                                                   | Lituania                                                                | Amichevole                                                              | -                                                                       | 46’                                                                     |
| 4-9-2015                                                                | Budapest                                                                | Ungheria                                                                | 0 – 0                                                                   | Romania                                                                 | Qual. Euro 2016                                                         | -                                                                       | 67’                                                                     |
| 7-9-2015                                                                | Belfast                                                                 | Irlanda del Nord                                                        | 1 – 1                                                                   | Ungheria                                                                | Qual. Euro 2016                                                         | -                                                                       | 41’                                                                     |
| 11-10-2015                                                              | Pireo                                                                   | Grecia                                                                  | 4 – 3                                                                   | Ungheria                                                                | Qual. Euro 2016                                                         | -                                                                       |                                                                         |
| Totale                                                                  |                                                                         | Presenze                                                                | 16                                                                      |                                                                         | Reti                                                                    | 0                                                                       |                                                                         |

## Palmarès

### Club

#### Competizioni nazionali
- Campionato ungherese: 6

Ferencváros: 2003-2004, 2015-2016, 2018-2019, 2019-2020
Debrecen: 2006-2007, 2008-2009
- Magyar Kupa: 6

MTK Hungária: 1999-2000
Ferencváros: 2002-2003, 2003-2004, 2015-2016, 2016-2017
Debrecen: 2007-2008
- Magyar Szuper Kupa: 5

Ferencváros: 2004, 2015
Debrecen: 2006, 2007, 2009
- Campionato cipriota: 1

Omonia: 2009-2010
- Kypello Kyprou: 2

Omonia: 2010-2011, 2011-2012
- Supercoppa di Cipro: 2

Omonia: 2010, 2012